# 北近畿開発促進協議会
北近畿開発促進協議会（きたきんきかいはつそくしんきょうぎかい）とは、近畿北部（北近畿地方）の整備及び開発等に関する計画の立案・調整を行う任意団体。
地域振興等をテーマに北近畿各地でシンポジウムの開催や、国などへの要望活動を行っている。

## 沿革
- 1985年(昭和60年)：近畿知事会にて福井県知事が提案。
- 1987年(昭和62年)：近畿開発促進協議会発足。
- 1999年(平成10年)：シンポジウム（舞鶴市）開催
- 2000年(平成11年)：トークフェスタ（敦賀市）開催
- 2001年(平成12年)：シンポジウム（豊岡市）開催
- 2004年(平成15年)：シンポジウム、政策研究会（小浜市）開催
- 2006年(平成18年)：シンポジウム（養父市）開催

## 主な事業
- 北近畿地方の開発・整備に必要な調査研究。
- 国等に対する要望。
- ホームページなどの活用による情報発信。

## 参加自治体
- 福井県
  - 敦賀市
  - 小浜市
  - 美浜町
  - 若狭町
  - おおい町
  - 高浜町
- 京都府
  - 舞鶴市
  - 福知山市
  - 綾部市
  - 宮津市
  - 京丹後市
  - 与謝野町
  - 伊根町
- 兵庫県
  - 豊岡市
  - 朝来市
  - 養父市
  - 香美町
  - 新温泉町

## 事務局
- 福井県
  - 嶺南振興局（小浜市）
- 京都府
  - 中丹広域振興局（舞鶴市）
  - 丹後広域振興局（京丹後市）
- 兵庫県
  - 但馬県民局（豊岡市）